# 新藤原站
新藤原站（日语：／ Shin-Fujiwara eki */?）是一個位於日本栃木縣日光市藤原，屬於野岩鐵道與東武鐵道的鐵路車站。鬼怒川線的車站編號是TN 58。此站是東武鐵道與大手私鐵車站當中最北的一站。

## 概要
此站有東武鐵道鬼怒川線與野岩鐵道會津鬼怒川線兩條路線停靠，並以此站為分界站。野岩鐵道的管理站。
特急與SL列車幾乎在兩站前的鬼怒川溫泉站折返，本站的特急列車僅有早晨本站始發兩班（沒有本站終停的特急班次）與直通野岩鐵道的「Revaty會津」。「Revaty會津」、快速「AIZU Mount Express」、普通列車有許多班次是直通東武、野岩鐵道兩方，因此本站雖是兩方的分界站，但在列車運行上更像是中間站。但是，野岩鐵道會津鬼怒川線採用2輛編組為主，東武線下今市方向發出的4輛編組普通列車須在本站折返。
車站設有PASMO簡易IC感應機。野岩鐵道不屬於PASMO使用範圍內，因此乘客在出發地使用交通系IC卡乘車前往本站以北的會津鬼怒川線方向時，需在車內或目的地進行精算。
合併前的藤原町與大字的念法為「ふじはら」（Fujihara），與站名不同。

## 年表
- 1919年（大正8年）12月28日 - 下野軌道藤原站開業。
- 1921年（大正10年）6月6日 - 下野軌道改名下野電氣鐵道，成為下野電氣軌道車站。
- 1922年（大正11年）3月19日 - 移至現址，更名為新藤原站。
- 1943年（昭和18年）5月1日 - 東武鐵道收購下野電氣鐵道。成為東武鐵道車站。
- 1986年（昭和61年）10月9日 - 會津鬼怒川線開業，本站改由野岩鐵道管理。
- 2012年（平成24年）3月17日 - 東武鐵道導入車站編號TN 57。
- 2017年（平成29年）4月21日 - 配合東武世界廣場站開業，東武鐵道更改車站編號為TN 58[1]。

## 構造
島式月台2面3線的地面車站。站舍位於軌道西側，與1、2號月台直接連結。1號月台在站舍側設有止衝擋，此站始發的特急「鬼怒」由此月台開出。
站舍與3、4號月台以站內平交道聯絡。2號與3號月台共用同一軌道。
下今市方向有兩條留置線，供本站增解聯的車輛使用（僅4號線直通留置線）。
票務窗口可購入野岩線、東武線的乘車券（也可購入東武線特急券）。

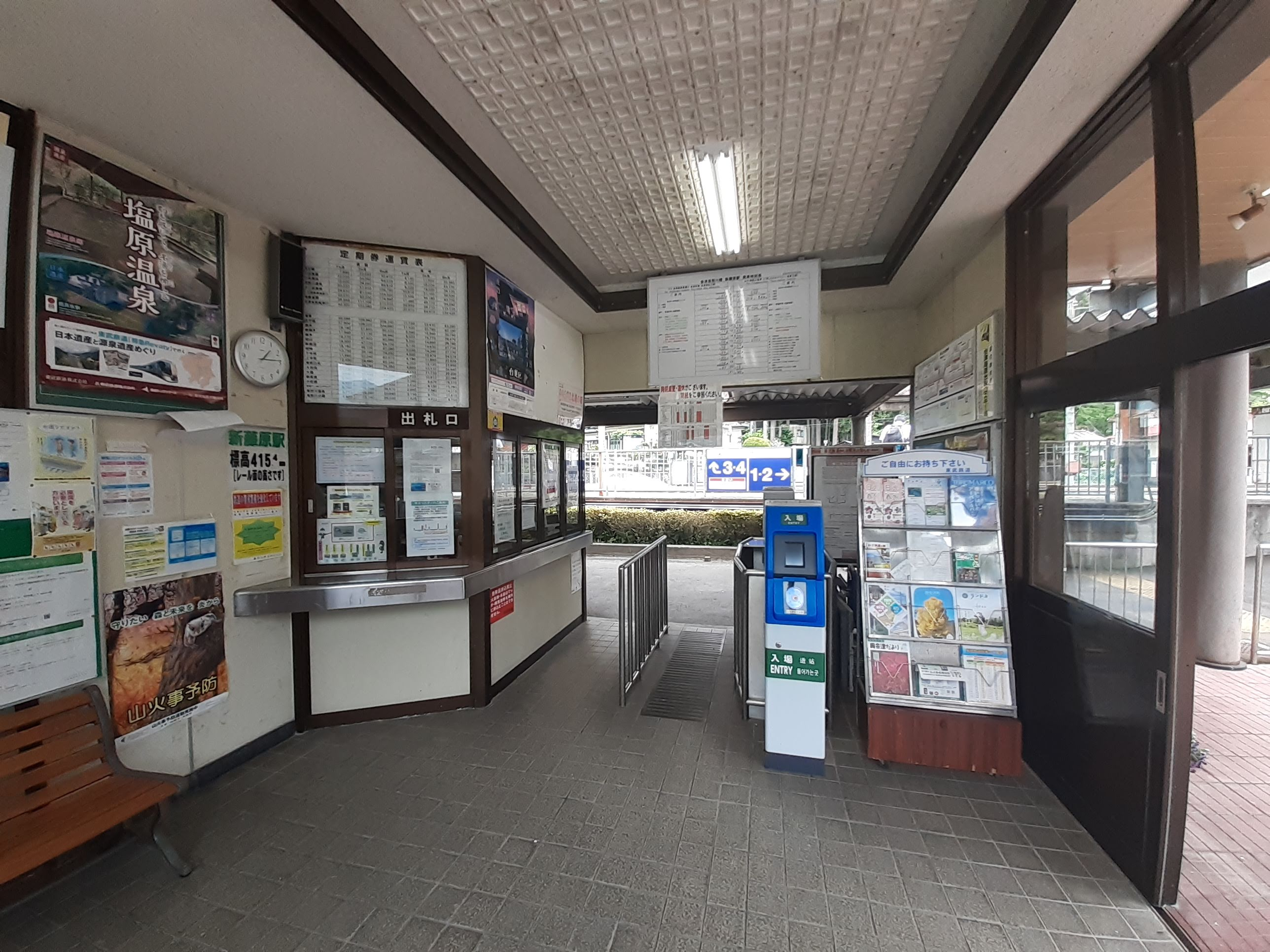
檢票口（2020年6月）
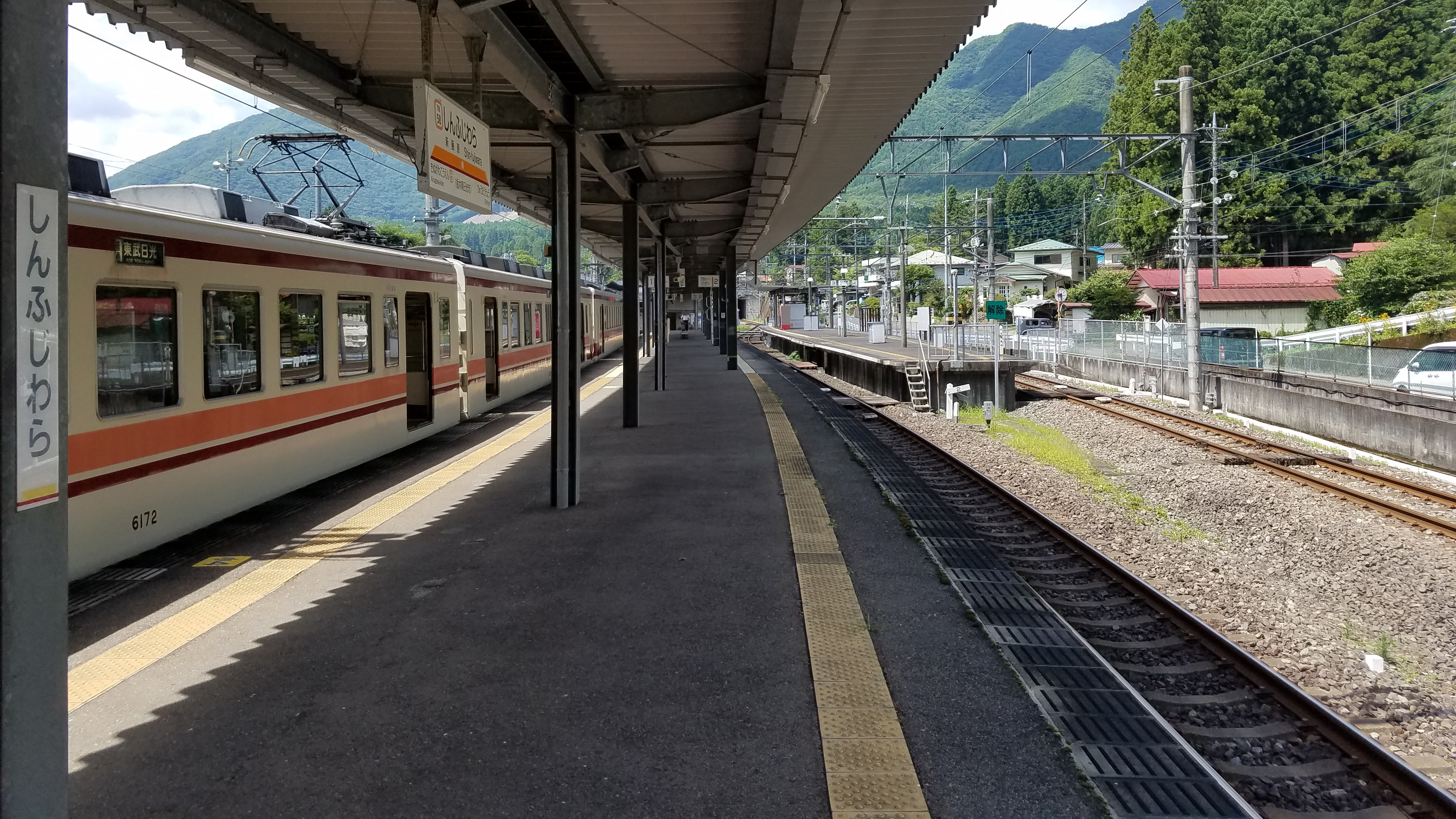
車站內（2021年8月）
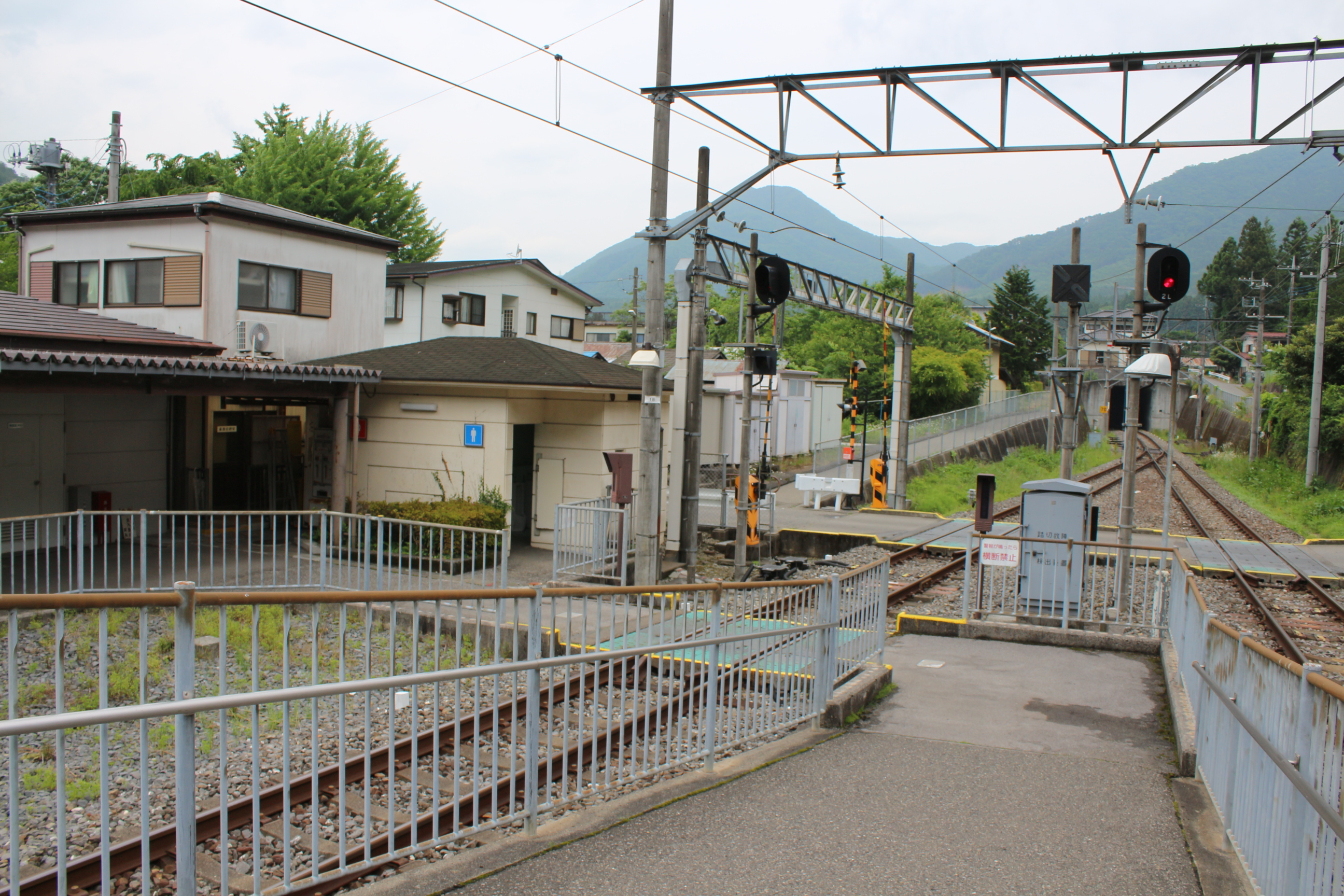
站内平交道（2020年6月）

### 月台配置
| 月台                  | 路線                                              | 目的地                                                      |
| --------------------- | ------------------------------------------------- | ----------------------------------------------------------- |
| 1                     | 東武鬼怒川線                                      | 下今市、 東武晴空塔線 春日部、北千住、 東京晴空塔、淺草方向 |
| 2、3、4               | 東武鬼怒川線                                      | 下今市、 東武晴空塔線 春日部、北千住、 東京晴空塔、淺草方向 |
| ■野岩鐵道會津鬼怒川線 | 會津高原尾瀨口、會津鐵道線 會津田島、會津若松方向 |                                                             |

- 上述的路線名以旅客導覽上的名稱（「東武晴空塔線」為愛稱）顯示。
- 沒有停靠此站的特急列車。

## 使用情況
使用人次含相互直通人員。近年持續減少。特別是東日本大震災發生的2011年度下滑20%以上。
- 東武鐵道 - 2019年度一日平均上車人次為726人[2]。
- 野岩鐵道 - 2016年度一日平均上車人次為492人[3]。

近年一日平均上下車、上車人次變化如下。
| 年度               | 東武鐵道            | 東武鐵道          | 野岩鐵道          |
| 年度               | 一日平均 上下車人次 | 一日平均 上車人次 | 一日平均 上車人次 |
| ------------------ | ------------------- | ----------------- | ----------------- |
| 1998年（平成10年） | 2,510               |                   |                   |
| 1999年（平成11年） | 2,341               |                   |                   |
| 2000年（平成12年） | 2,226               |                   |                   |
| 2001年（平成13年） | 1,966               |                   |                   |
| 2002年（平成14年） | 1,901               |                   |                   |
| 2003年（平成15年） | 1,765               |                   |                   |
| 2004年（平成16年） | 1,642               |                   |                   |
| 2005年（平成17年） | 1,590               |                   |                   |
| 2006年（平成18年） | 1,517               |                   |                   |
| 2007年（平成19年） | 1,434               |                   |                   |
| 2008年（平成20年） | 1,465               | 719               | 700               |
| 2009年（平成21年） | 1,278               | 624               | 651               |
| 2010年（平成22年） | 1,226               | 598               | 563               |
| 2011年（平成23年） | 904                 | 476               | 441               |
| 2012年（平成24年） | 984                 | 522               | 509               |
| 2013年（平成25年） | 917                 | 473               | 493               |
| 2014年（平成26年） | 964                 | 507               | 533               |
| 2015年（平成27年） | 875                 | 460               | 470               |
| 2016年（平成28年） | 868                 | 463               | 492               |
| 2017年（平成29年） | 907                 |                   |                   |
| 2018年（平成30年） | 851                 |                   |                   |
| 2019年（令和元年） | 726                 |                   |                   |

## 周邊
日光市役所藤原綜合支所（舊藤原町役場）較靠近鬼怒川溫泉站。
- 鬼怒川
- 國道121號（日语：国道121号）
- 新藤原簡易郵便局
- 野岩鐵道本社

## 路線巴士
巴士站在國道121號（會津西街道）上。巴士站名為日光交通的「藤原」、日光市營巴士的「新藤原站前」。兩業者的設站地點相同。
- 日光交通[5]
  - 經川治溫泉（日语：川治温泉）、湯西川溫泉站往湯西川溫泉（日语：湯西川温泉）
  - 往鬼怒川溫泉站
- 日光市營巴士（鬼怒川溫泉女夫淵線）[6]
  - 經川治溫泉、青柳、川俣往女夫淵

※市營巴士往鬼怒川溫泉站是下車專用

## 圖片

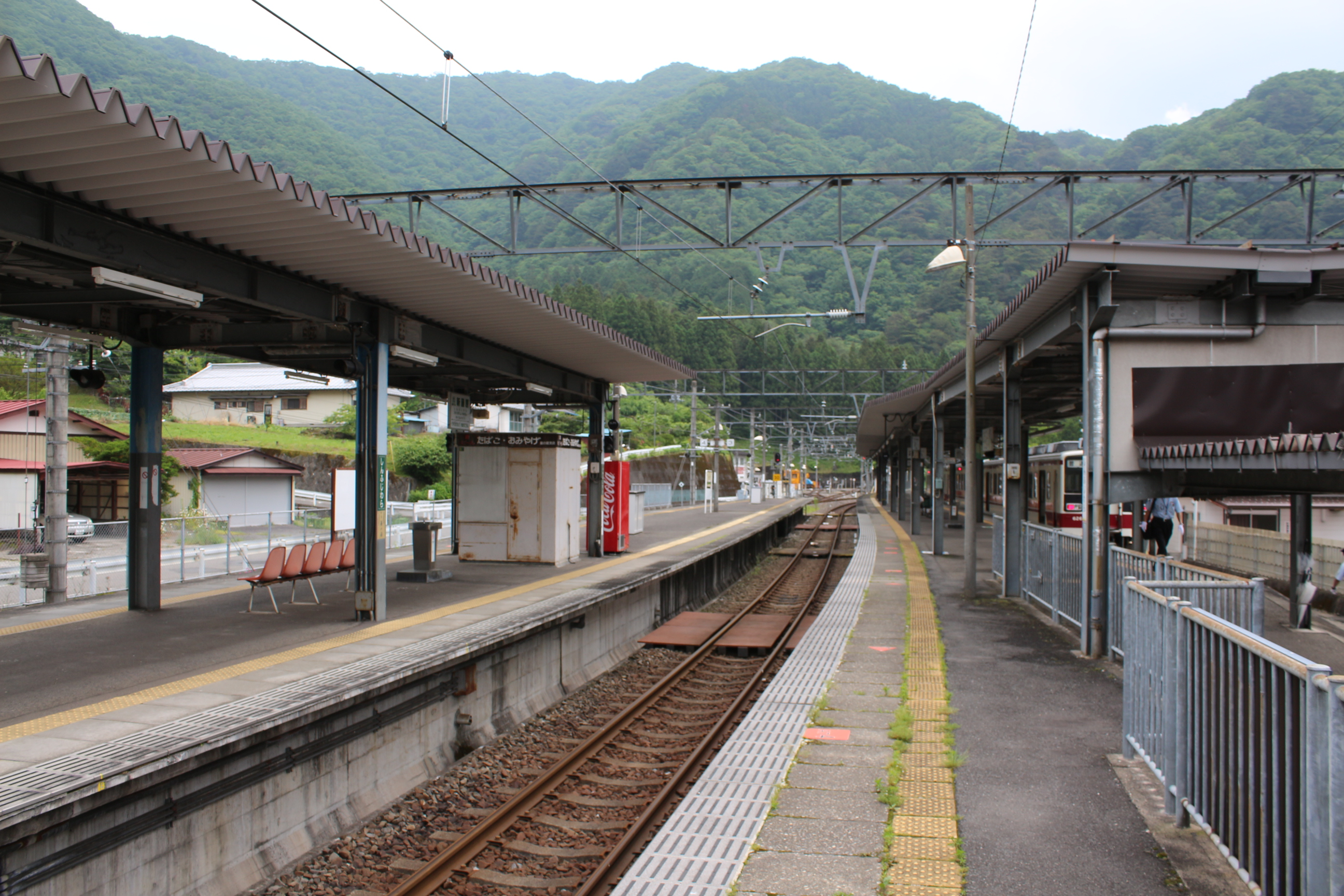
會津高原尾瀨口方向所見的月台全景。左側是4、3號線，右側是2、1號線（2020年6月）
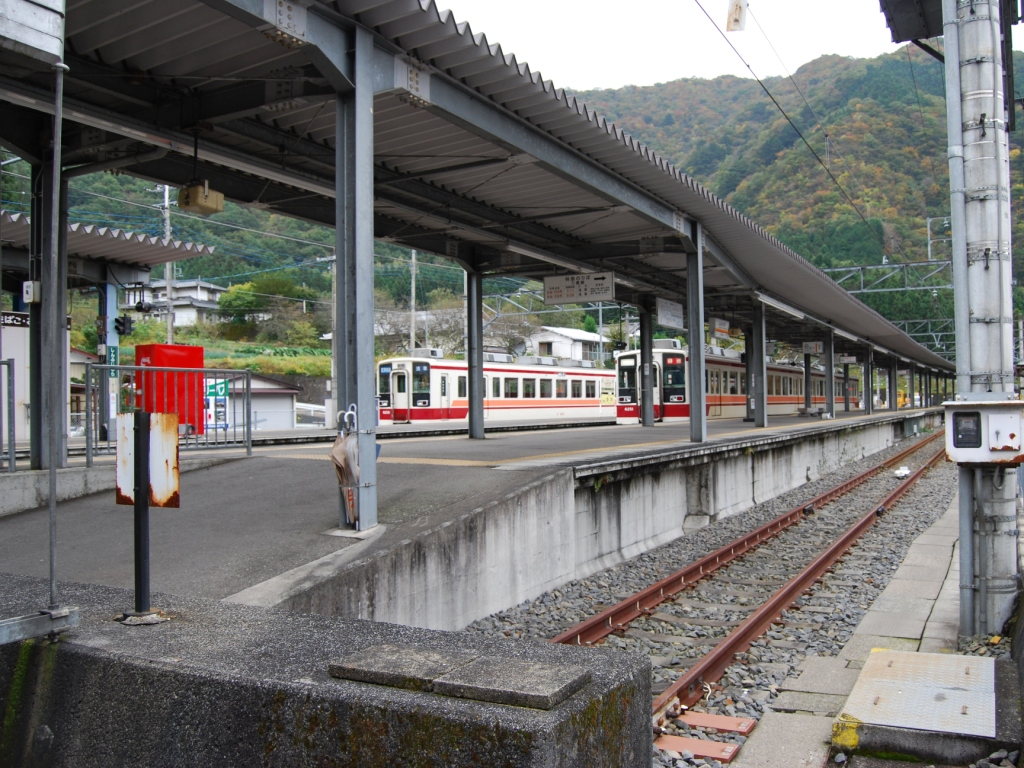
1號線月台止衝擋 （2008年10月）
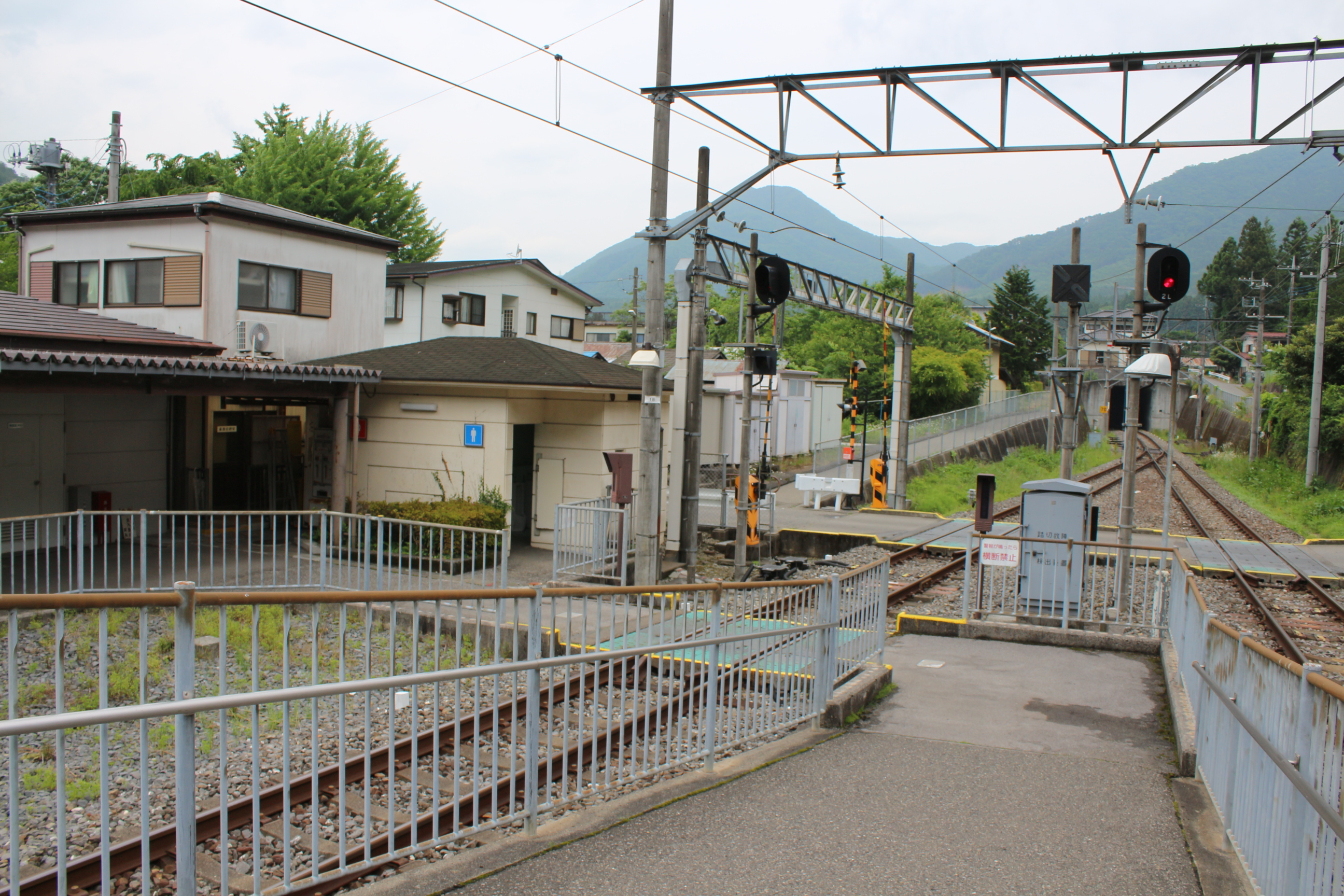
站內平交道（2020年6月）
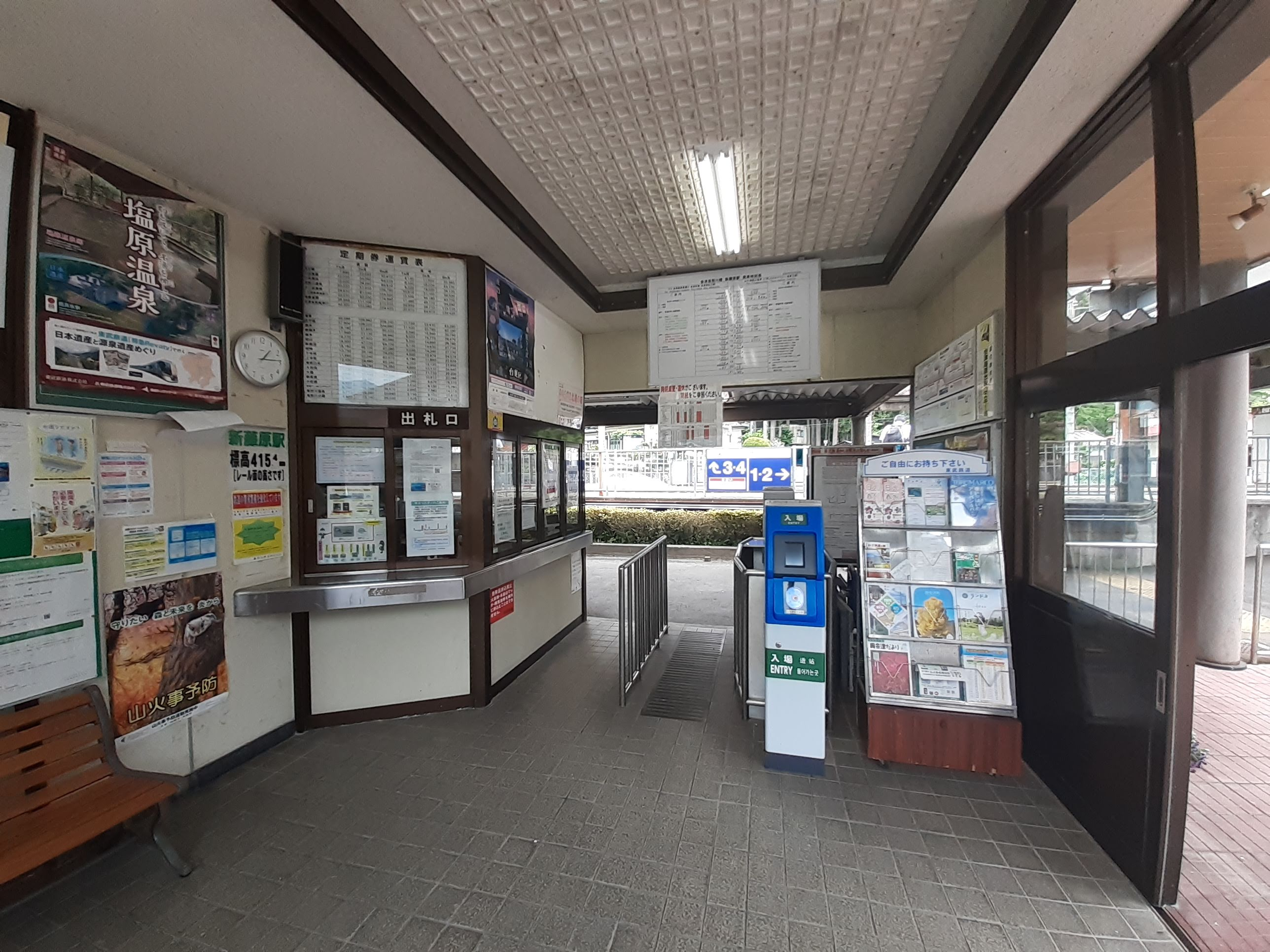
檢票口（2020年6月）
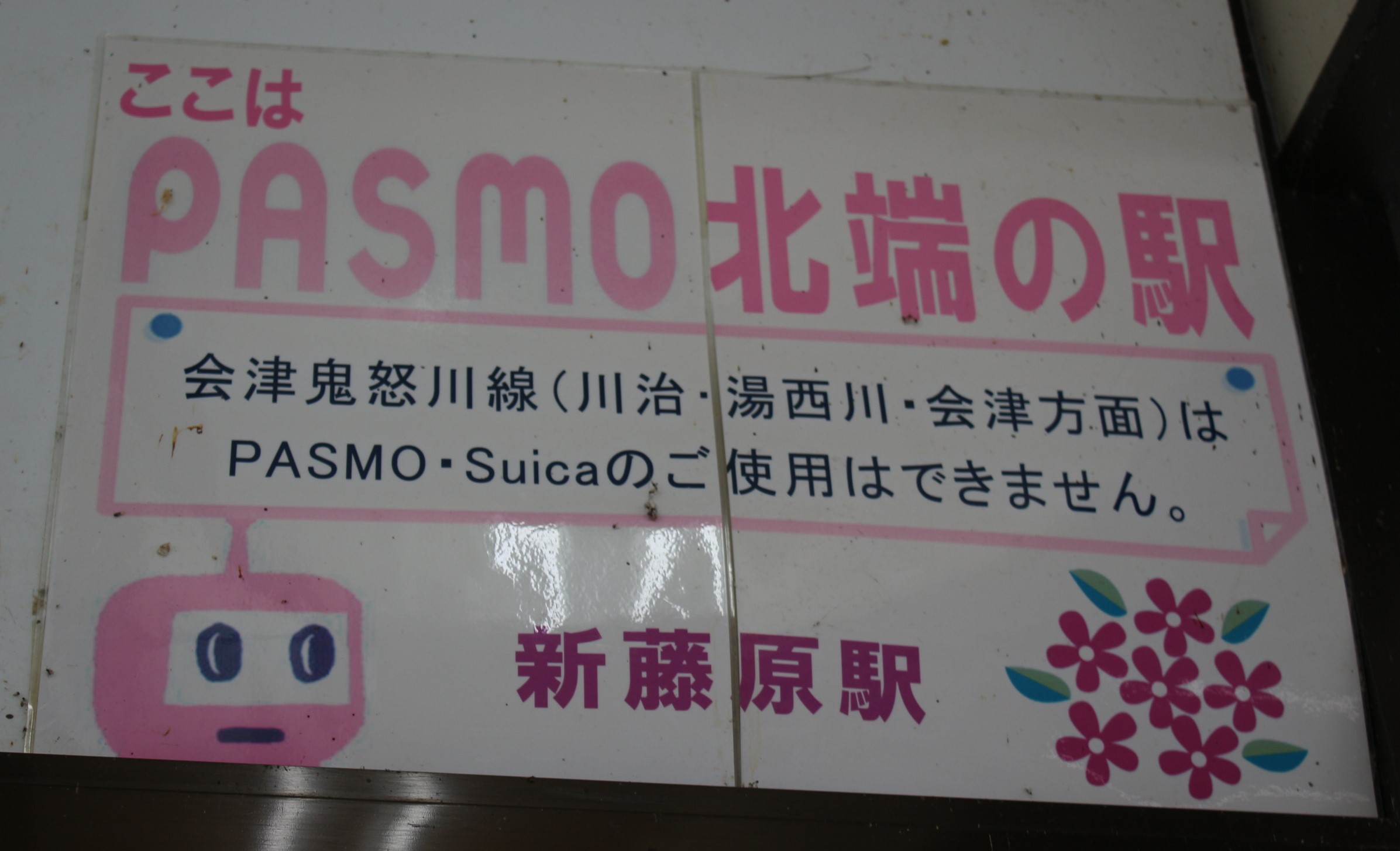
檢票窗口上所寫的「PASMO最北端車站」 （2020年6月）
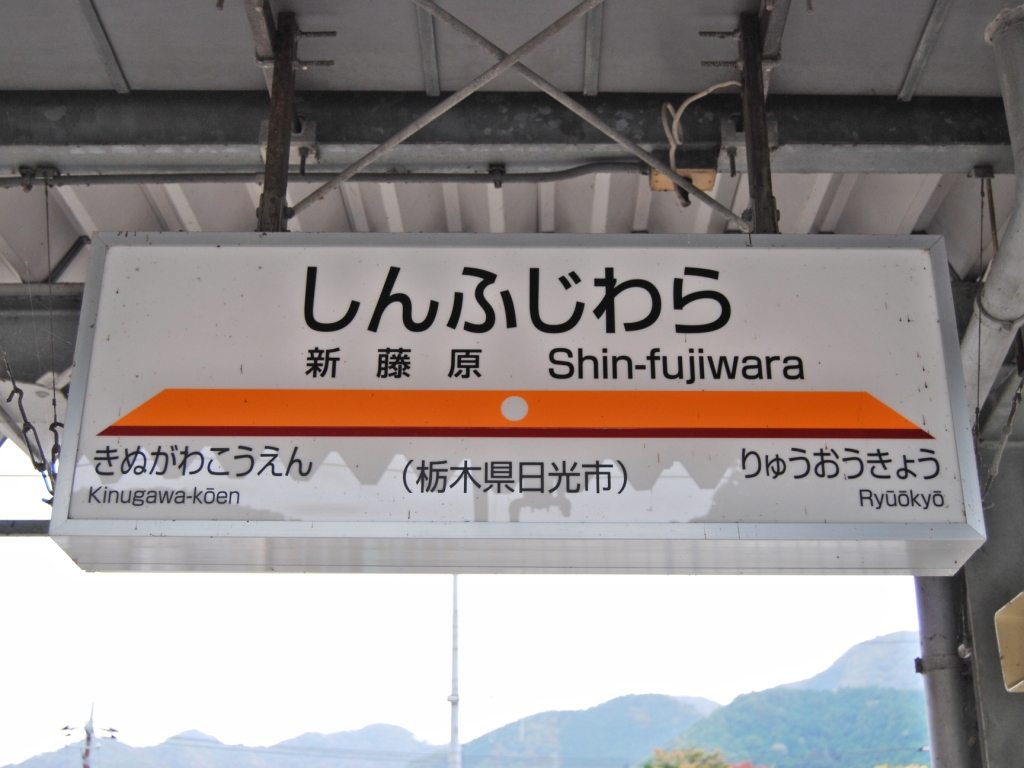
1、2號線的東武鐵道式 站名標（2008年10月）
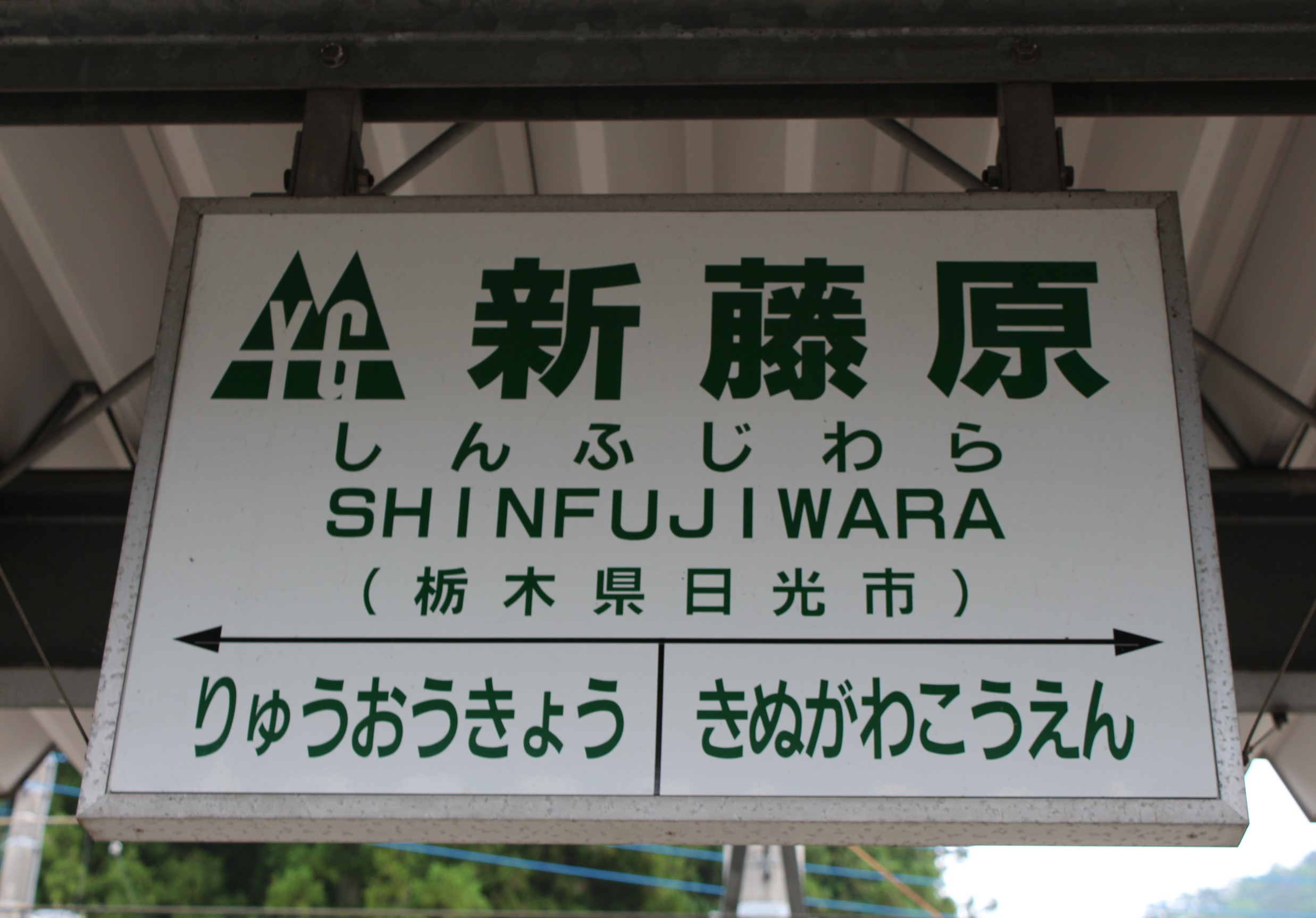
3、4號線的野岩鐵道式 掛式站名標 （2020年6月）
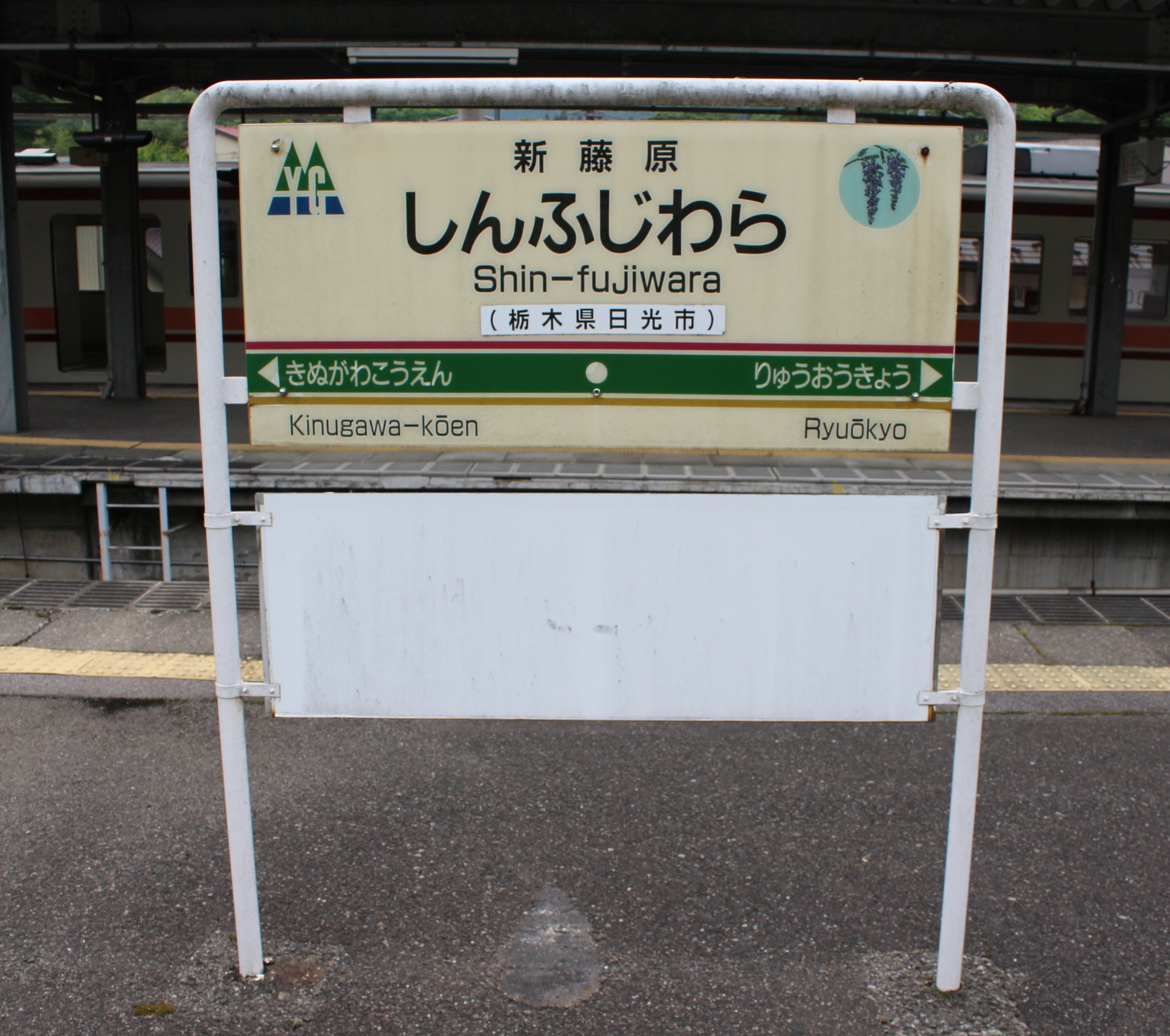
3、4號線的野岩鐵道式 立式站名標（2020年6月）

## 相鄰車站
東武鐵道、野岩鐵道
 鬼怒川線、■會津鬼怒川線
- ■特急「鬼怒」、■特急「自由鬼怒」一部始發站
- ■特急「自由會津」停靠站

■區間急行
鬼怒川公園（TN 57）－新藤原（TN 58）
□快速「會津山特快」、■普通
鬼怒川公園（東武鬼怒川線、TN 57）－新藤原（TN 58）－龍王峽（野岩鐵道會津鬼怒川線）

## 外部連結
- 新藤原（車站資訊） - 東武鐵道（日語）
- 野岩鐵道 新藤原站 （页面存档备份，存于）（日語）